# CHC Helicopter

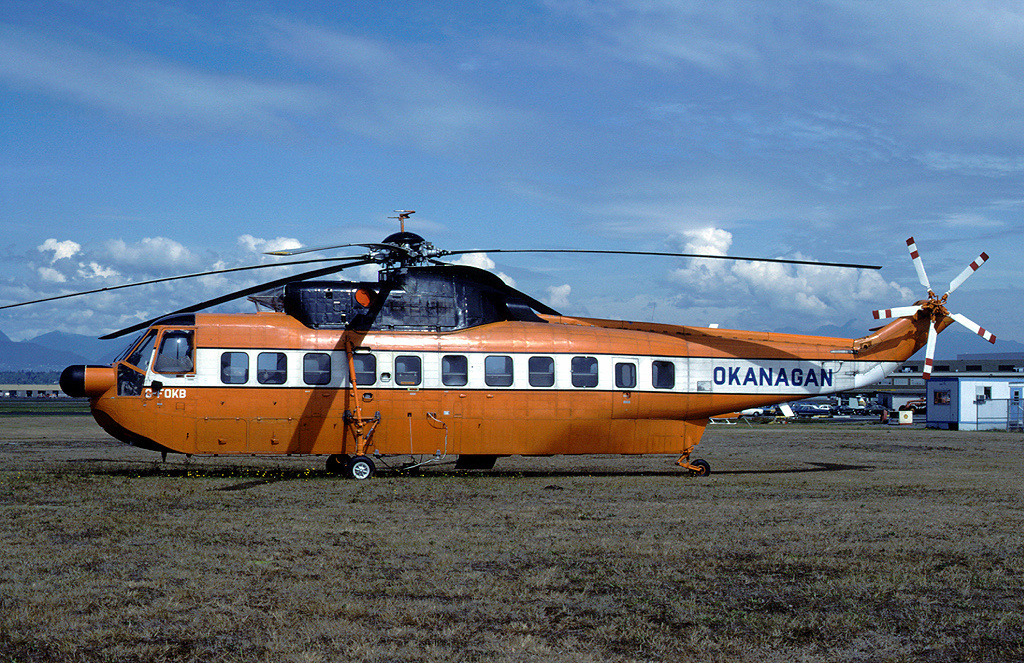
Sikorsky S-61 в прежней ливрее Okanagan Helicopters

CHC Helicopter Corporation — канадская транспортная корпорация, один из крупнейших в мире коммерческих операторов вертолётов. Воздушный флот компании состоит из 320 воздушных судов. Корпорация выполняет вертолётные перевозки в течение более, чем пятидесяти лет и в настоящее время работает в тридцати странах мира на всех шести континентах, обслуживая в числе прочих объектов значительную часть крупных морских нефте- и газодобывающих компаний.
Штаб-квартира холдинга находится в городе Сент-Джонс (Ньюфаундленд и Лабрадор), главная операционная база размещается в Ричмонде (Британская Колумбия), за пределами страны компания эксплуатирует операционные базы в Великобритании, Норвегии, Нидерландах, Южной Африке и Австралии.
Основная статья доходов корпорации составляется от предоставления транспортных услуг компаниям, работающим в области нефте- и газодобычи в различных частях света. Помимо этого, CHC Helicopter тесно сотрудничает с компаниями в области обеспечения работы мобильной скорой помощи (санитарная авиация), охраны лесного хозяйства, снабжения отдалённых объектов горнодобывающей и строительной индустрии.
CHC Helicopter Corporation имеет долгосрочные контракты с большинством крупных нефтяных и газовых компаний мира, в том числе с корпорациями BP, ExxonMobil, ConocoPhillips, Royal Dutch Shell, Statoil, Norsk Hydro, Total, Chevron Corporation, A.P. Moller-Maersk Group и Unocal Corporation, а также с их филиалами и дочерними подразделениями. В рамках постоянного договора с Береговой охраной Ирландии CHC Helicopter обеспечивает проведение поисковых и операций, используя при этом собственные базы в аэропортах Шеннона, Уотерфорда и Дублина, а также поисково-спасательные операции для коммерческих морских судов в соответствии с договором с Агентством торгового флота и береговой охраны Великобритании. CHC Helicopter предоставляет транспортные вертолётные услуги Пожарному департаменту Западной Австралии, полицейскому управлению штата Виктория и Службе скорой медицинской помощи Нового Южного Уэльса.

## История
Компания CHC Helicopter была образована в 1947 году и начала вертолётные перевозки в провинции Британская Колумбии летом того же года. История компании восходит к небольшой чартерной компании Okanagan Air Services Ltd., работавшей на рынке авиаперевозок Пентиктона, владельцами и работниками которой были трое бывших офицеров Королевских военно-воздушных сил Канады пилоты Карл Эгар, Барни Бент и инженер Альф Стрингер. К 1947 году они накопили достаточно средств, чтобы в июле 1947 года приобрести новый вертолёт Bell 47-B3 и выйти на рынок вертолётных перевозок в Британской Колумбии, попутно вкладывая деньги в собственное обучение лётному мастерству и навыкам технического обслуживания вертолётной техники. В 1949 году Okanagan Air Services сменила название на Okanagan Helicopters Ltd и перенесла свою штаб-квартиру в Ванкувер. Развитие компании шло настолько быстрыми темпами, что к 1954 году Okanagan стала крупнейшим в мире коммерческим оператором вертолётного парка.
В 1987 году глава коммерческой компании «Sealand Helicopters» из провинции Ньюфаундленд и Лабрадор Крэйг Доббин провёл сделку по приобретению Okanagan Air Services, объединив затем двух вертолётных перевозчиков в единое подразделение Canadian Helicopters, родительский холдинг при этом получил название Canadian Helicopter Corporation. В 1994 году CHC поглотил британскую вертолётную компанию British International Helicopters, в 1999 году — норвежскую Helicopter Services Group of Norway, австрийскую Helikopter Service AS, австралийскую Lloyd Helicopters и южноафриканскую Court Helicopters. С 2000 года все перевозки дочерних подразделений выполнялись под торговой маркой «Canadian Helicopter Corporation». В 2004 году CHC приобрела крупную голландскую компанию Schreiner Aviation Group, работавшую в области обеспечения объектов Северного моря и в промышленной индустрии Нигерии.
В 2004 году компания провела масштабную собственную реструктуризацию, в результате которой был создан главный офис в Ричмонде (Британская Колумбия) и образовано три подразделения, разделившие между собой сегменты деятельности корпорации:
- CHC Global Operations, штаб-квартира в Ричмонде (Британская Колумбия);
- CHC European Operations, штаб-квартира в Абердине (Шотландия) и
- Heli-One, штаб-квартира в Дельте (Британская Колумбия) — дочерняя компания, специализирующаяся на сервисном ремонте и обслуживании воздушных судов, а также на сдаче вертолётов в аренду.

## Дочерние компании и подразделения
В управлении оперативном корпорации CHC в настоящее время находятся следующие компании:
- EEA Helicopter Operations B.V. («EEA») — голландская компания, большая часть которой принадлежит холдингу «EHO Holdings S.a.r.l.», остальная часть собственности находится в распоряжении «CHC Helicopter S.a.r.l.». Предоставляет услуги вертолётных перевозок на объекты, расположенные в Северном море. EEA работает под торговой маркой CHC и использует лицензию эксплуатанта CHC. Компания содержит 17 собственных баз в Великобритании, Ирландии, Дании, Норвегии и Нидерландах[1];
- Brazilian Helicopter Services (BHS) — Бразилия;
- CHC Helicopters Global Operations (главный офис) — Ричмонд;
- CHC Helicopters — Австралия;
- CHC Helicopters — Африка;
- CHC Composites — Гандер, Ньюфаундленд.

## Санитарная авиация и поисково-спасательные работы

### Ирландия

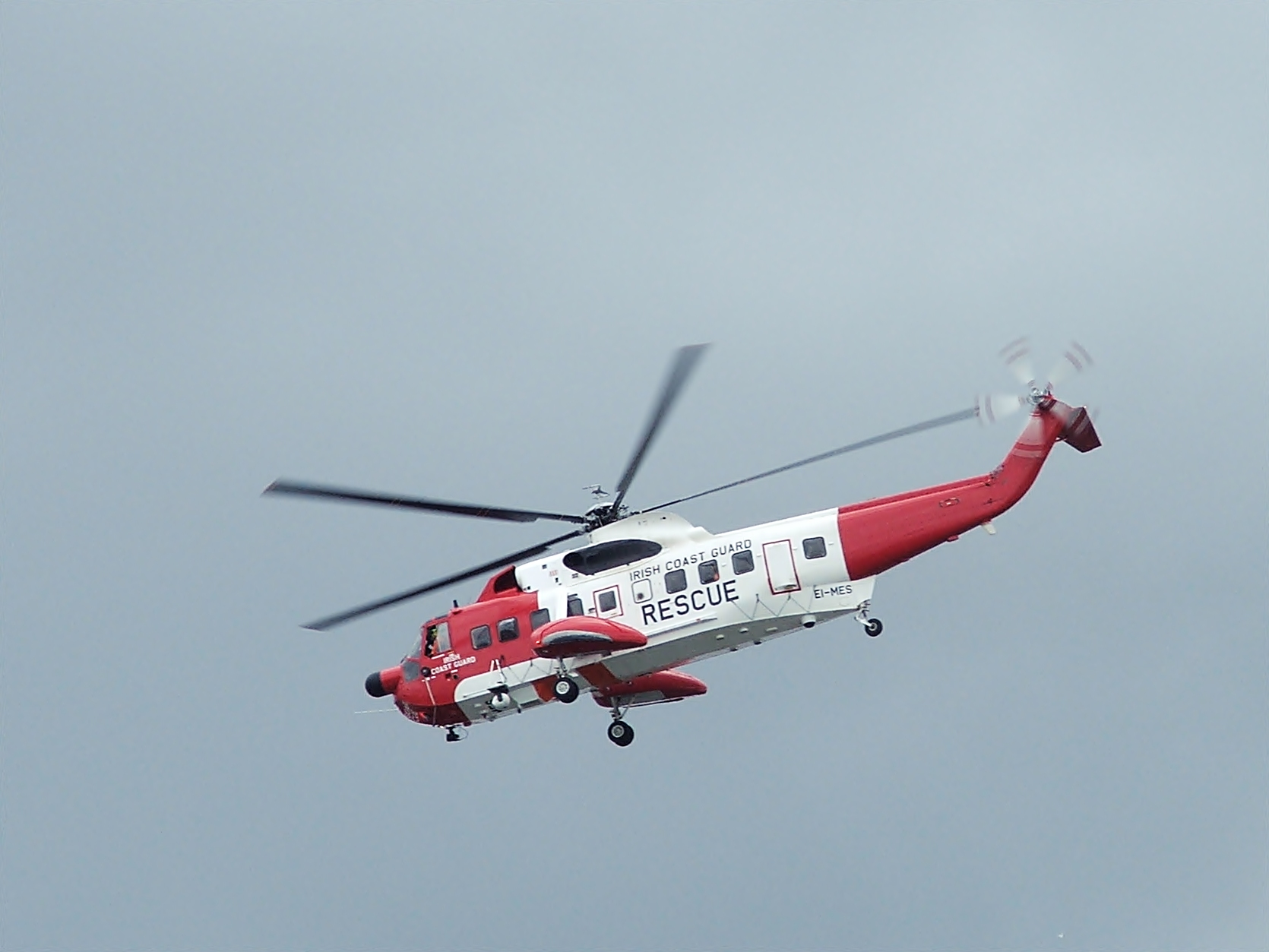
S-61 компании CHC, работающий по контракту с Береговой охраной Ирландии

- Береговая охрана Ирландии[англ.] — CHC Helicopter является единственным оператором вертолётных перевозок, работающим в области поисково-спасательных работ на территории Ирландии. В рамках долгосрочного контракта с Береговой охраной Ирландии эксплуатируются шесть вертолётов Sikorsky S-61N с базированием в аэропортах Дублина, Шеннона, Уотерфорда и Слайго.

### Австралия
В Австралии компания CHC Helicopter является крупнейшим вертолётным перевозчиком, работающим с мобильными группами скорой медицинской помощи

#### Военные
- Королевский военно-воздушные силы Австралии (RAAF) — CHC Helicopter обеспечивает помощь в проведении поисково-спасательных операций с 1989 года, эксплуатируя воздушный флот из вертолётов Sikorsky S76 и Bell.

#### Полиция
- Полицейский департамент штата Виктория — по контракту CHC Helicopter эксплуатирует три вертолёта Dauphin SA365 и один AS350BA, также предоставляя департаменту услуги по ремонту и техническому обслуживанию воздушных судов.

#### Скорая помощь
- Управление по чрезвычайным ситуациям и пожарам Западной Австралии — база CHC находится в городе Перт, по долгосрочному договору эксплуатируются вертолёты Bell 412EP.
- Департамент скорой помощи штата Виктория — два вертолёта Bell 412EP для работы скорой медицинской помощи и дежурства санитарной авиации.
- Департамент скорой помощи штата Новый Южный Уэльс — используются вертолёты Bell 412EP, полёты выполняются на территории вокруг города Вуллонгонг, Новый Южный Уэльс[2].
- Поисково-спасательная служба Центрального Квинсленда[3] — по договору на предоставление услуг санавиации работают вертолёты Bell 412, SA365C1 и Bell 206 LongRanger.
- Служба скорой медицинской помощи компании Snowy Hydro Limited[4] — в рамках обеспечения поисково-спасательных операций района Сноуи и санавиации работают вертолёты Bell 412.

### Норвегия
- Поисково-спасательная служба Норвегии — CHC предоставляет коммерческим фирмам услуги по проведению поисково-спасательных операций в норвежской части Северного моря, действуя при этом в рамках соглашения с Поисково-спасательной службы страны при согласии правительства Норвегии. В данном договоре в настоящее время работают вертолёты Dauphin AS 365N2 и Bell 214ST, базирующиеся на аэродроме норвежской нефтедобывающей корпорации Statoil.

## Флот
CHC Helicopter эксплуатирует воздушный парк в 320 вертолётов, работая в 35 странах мира, включая Австралию, Бразилию, Таиланд, Филиппины, страны Средней Азии, Южной Африки, Эквадор, Анголу, Габон и Экваториальную Гвинею.

### Вертолёты
- AgustaWestland AW139
- Eurocopter AS365 серии N1, N2, N3 Dauphin
- Eurocopter Super Puma AS332, L1, L2
- Eurocopter EC155
- Eurocopter EC225
- Sikorsky S76 серии A, B и C
- Sikorsky S-61
- Sikorsky S-92

## Галерея

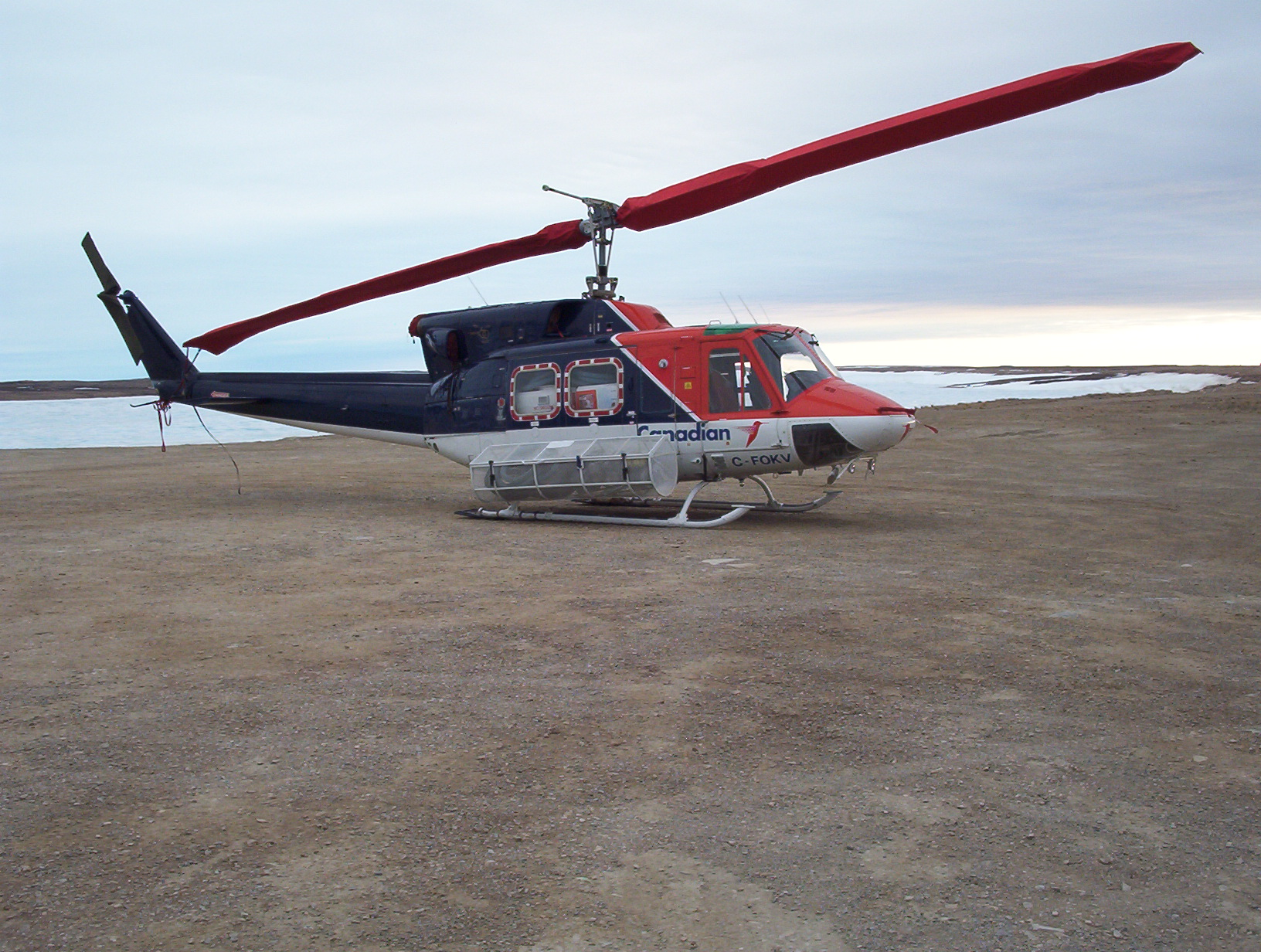
Bell 212
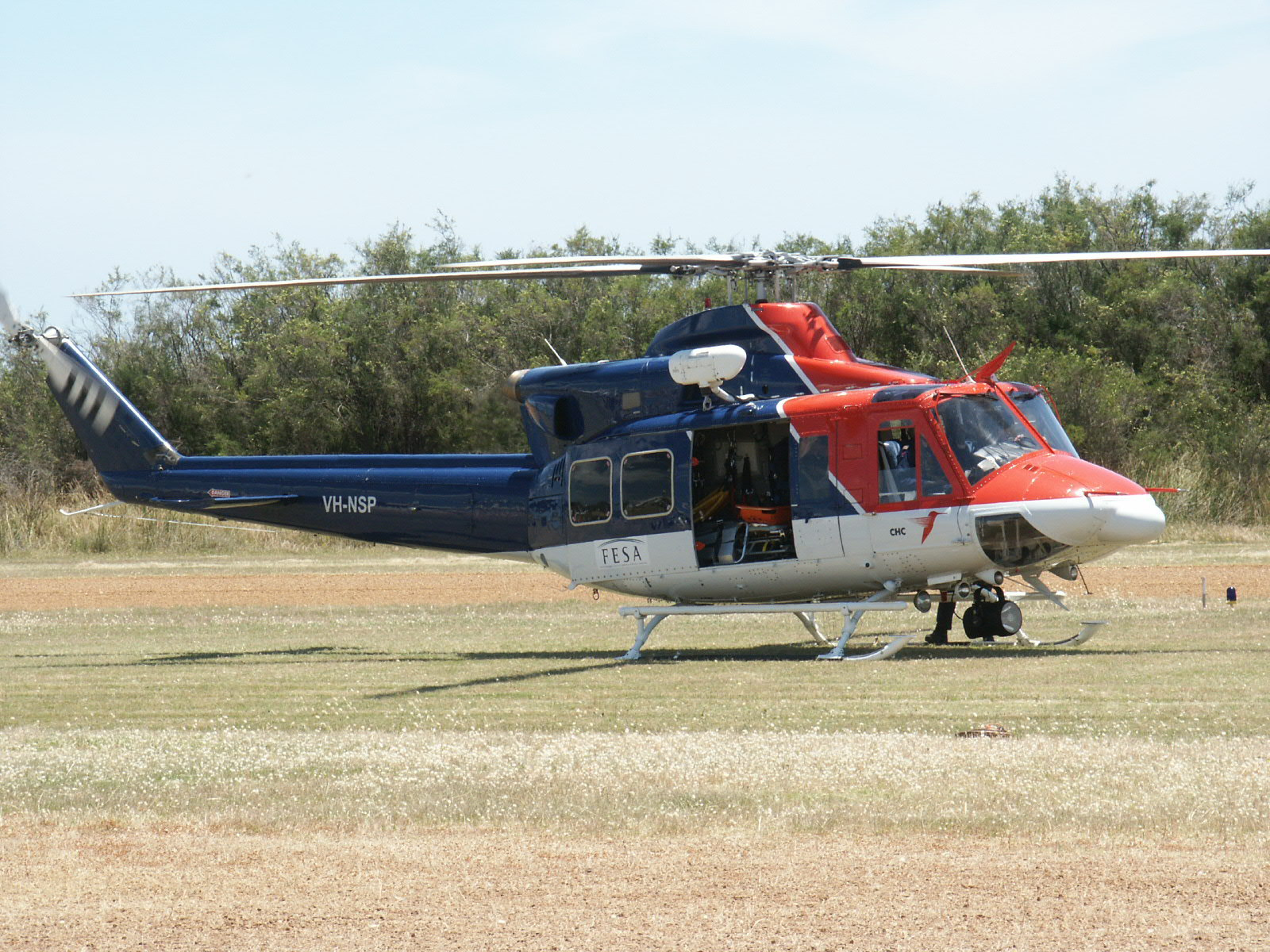
Bell 412
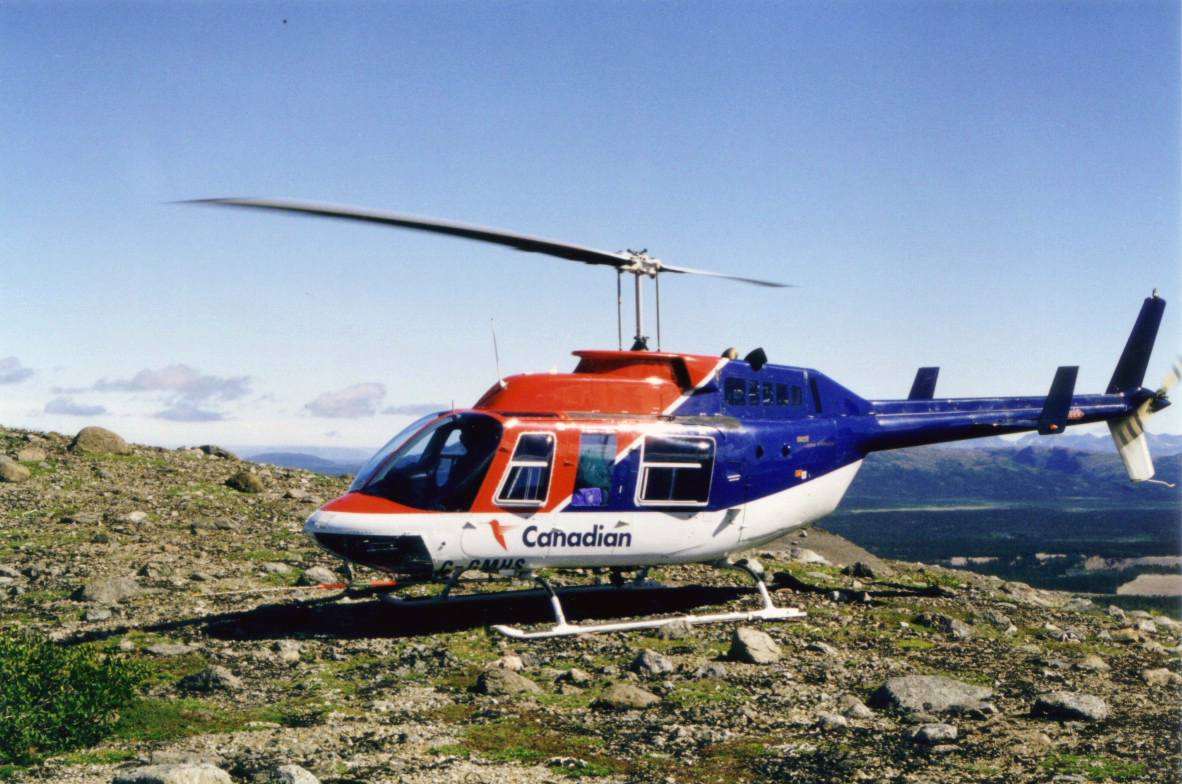
Bell 206L
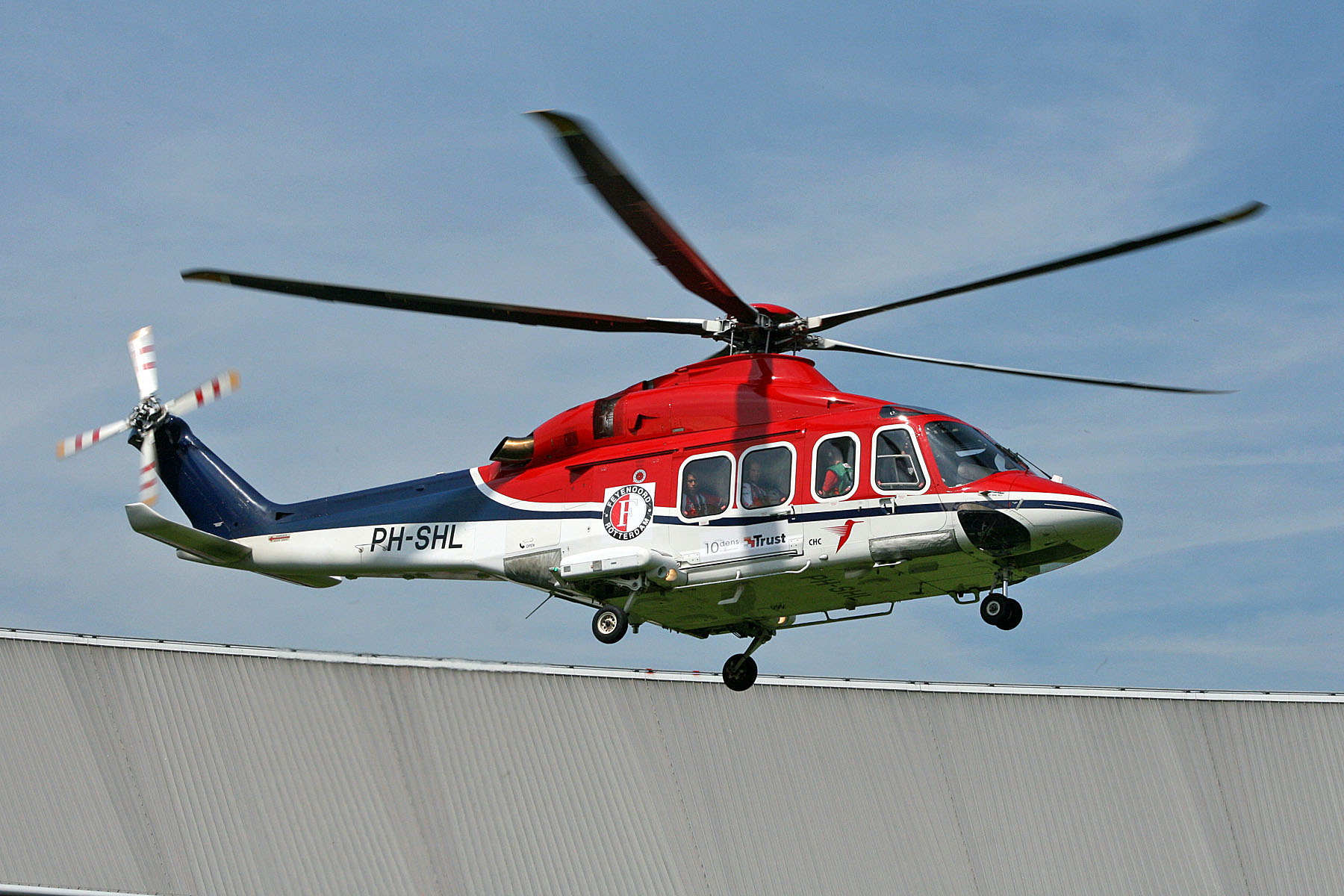
AgustaWestland AW139
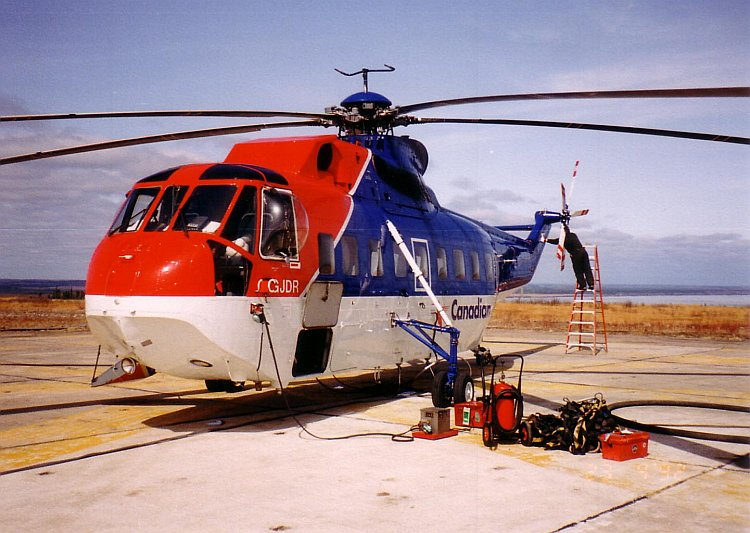
Sikorsky S-61
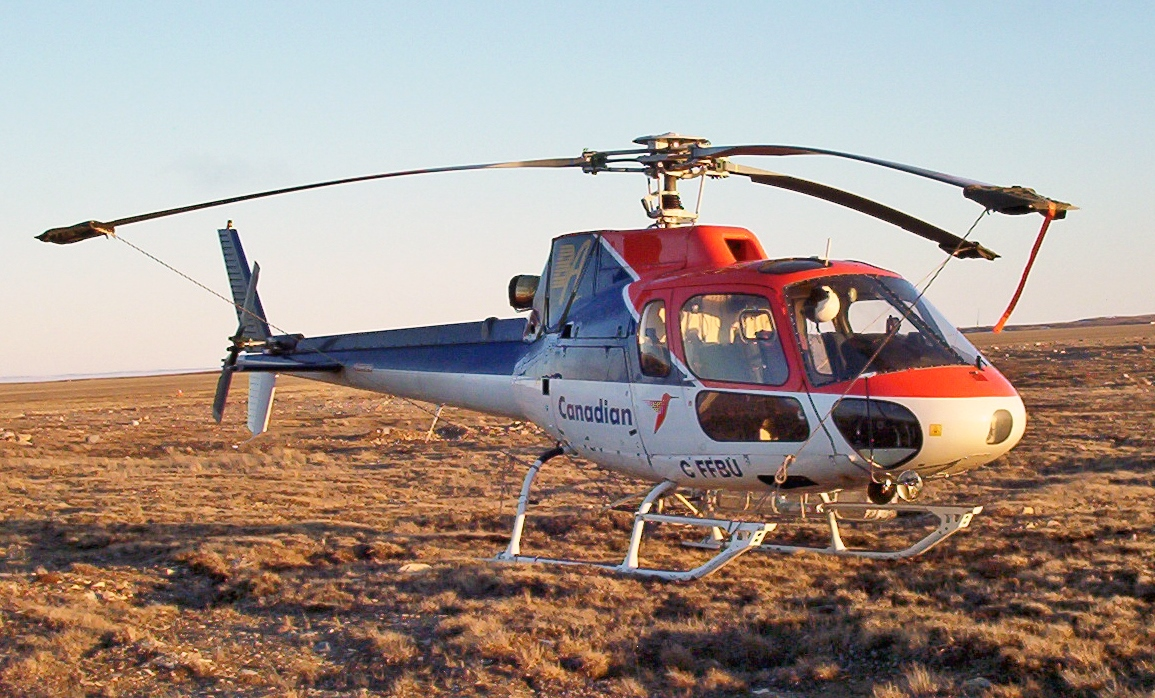
Eurocopter AS350
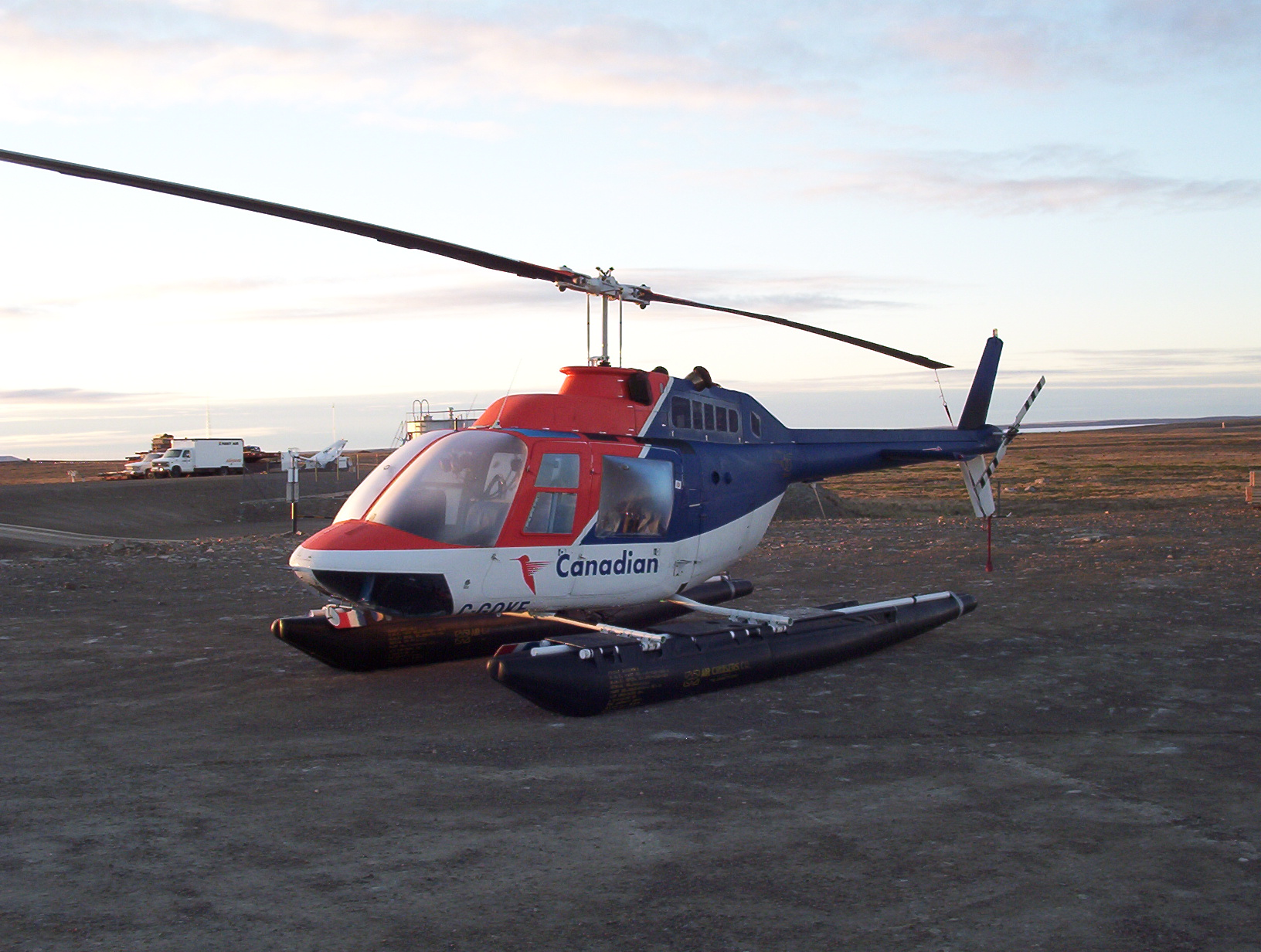
Bell 206

## Пункты базирования

### Австралия
- Аделаида • Перт • Виктория • Уэйвилл • Сидней • Воллонгонг • Орейндж

### Канада
- Альберта
  - Эдмонтон • Форт-Макмюррей• Гран-Прэйри • Хай-Левел • Лас-ла-Биш
- Британская Колумбия
  - Форт-Нельсон • Форт-Сент-Джон • Голден • Камлупс • Пентиктон • Смитерс • Террейс • Вернон • Ричмонд
- Манитоба
  - Саутпорт
- Ньюфаундленд и Лабрадор
  - Бишопс-Фолс • Конни-Ривер • Гандер • Гус-Бей • Пасадина • Сент-Олбенс • Сент-Джонс
- Нью-Брансуик
  - Фредериктон
- Северо-Западные Территории и Нунавут
  - Форт-Симпсон • Инувик • Норман-Уэлс • Икалуит
- Новая Шотландия
  - Галифакс
- Онтарио
  - Кенора • Лондон • Маркхэм • Мосони • Оттава • Садбери • Тандер-Бей • Торонто
- Квебек
  - Монреаль • Чевери • Чибоугама • Квебек • Сет-Иль

### Дания
- Эсбьерг

### Ирландия
- Корк • Дублин • Шеннон • Уотерфорд • Слайго

### Норвегия
- Ставангер • Берген • Флорё • Кристиансунн • Брённёйсунн

### Нидерланды
- Ден-Хелдер

### Великобритания
- Абердин • Международный аэропорт Блэкпул • Ярмут • Хамберсайд

### Азербайджан
- Баку